# Cardo (araldica)
In araldica il cardo compare sia come arma parlante sia come simbolo di comunità civiche. Il cardo più famoso è quello che simboleggia la Scozia: da questo discende l'Ordine del Cardo, pari per rango all'Ordine della Giarrettiera ma con competenza sul solo territorio scozzese. Il cardo compare frequentemente fiorito di porpora. Può essere simbolo di ingegno acuto e risentimento pronto.

il Cardo di Lorena sullo stemma di Nancy, Francia.
D'azzurro, al cardo d'oro, fiorito di tre pezzi e fogliato di quattro (Montgiscard, Francia)
Inquartato: nel 1° e 4° di verde, a tre cardi d'argento; nel 2° e 3° di rosso, a tre bisanti d'oro (Grigny, Francia)
Il cardo scozzese
Di rosso, al cardo d'oro (Giovanni Raimondo Folch II de Cardona)
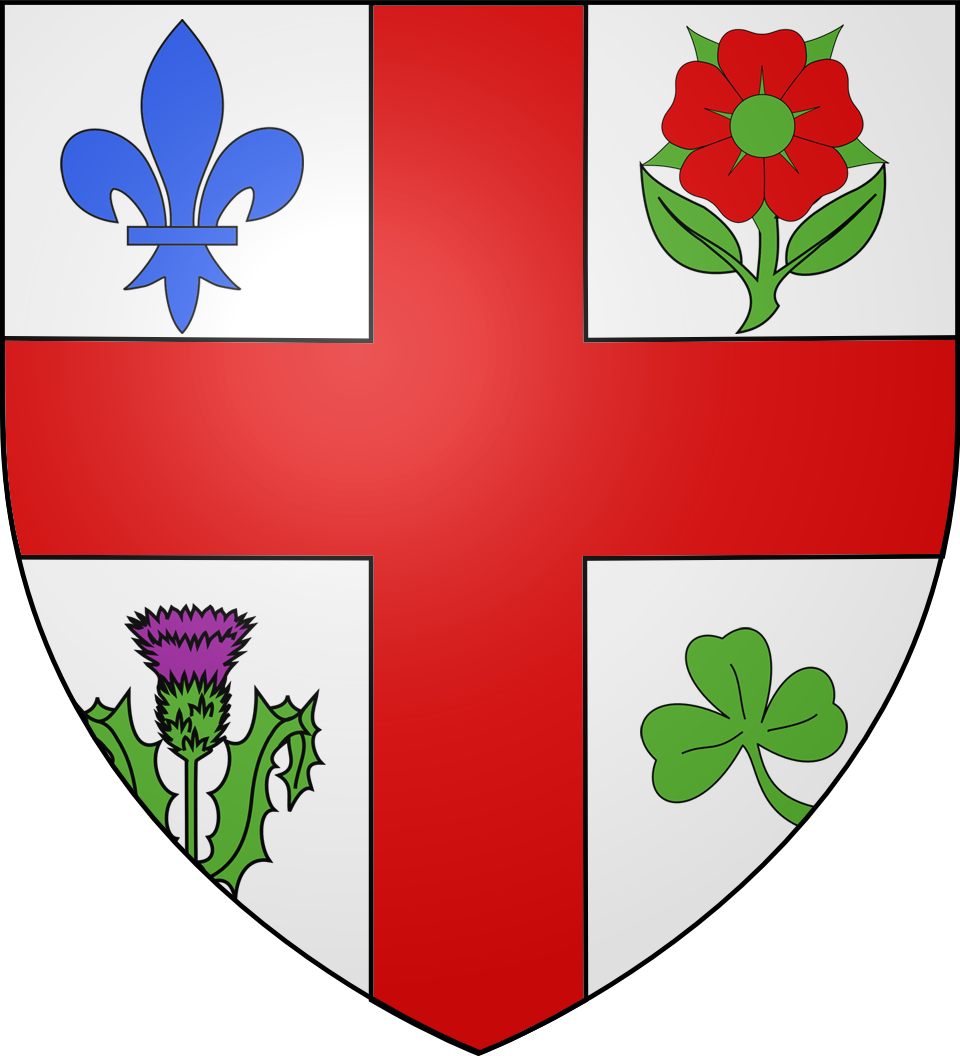
D'argento, alla croce di rosso, accantonata nel 1° da un giglio d'azzurro, nel 2° da una rosa di rosso fustata, fogliata e punteggiata di verde, nel 3° da un cardo dello stesso, fiorito di porpora, nel 4° da un trifoglio di verde (Montréal, Canada)
Di rosso, al cardo d'oro accompagnato da tre crescenti montanti dello stesso (La Motte-en-Champsaur, Francia)
Tre cardi fioriti al naturale (Chardonne, Svizzera)